# ستون فقرات شیطان
ستون فقرات شیطان (به اسپانیایی: El espinazo del diablo) فیلمی در ژانر ترسناک و گوتیک ساخته سال ۲۰۰۱ به کارگردانی گیرمو دل تورو، و نویسندگی آنتونیو تراسوراس، داوید مونیوس و دل تورو است.
داستان فیلم هنگام جنگ داخلی ۱۹۳۹ اسپانیا، در یک مدرسهٔ شبانه‌روزی دور افتاده است. بر اساس یاداشت کارگردان در نسخه دی‌وی‌دی، به غیر از فیلم پسر جهنمی، این فیلم از پروژه‌های بسیار شخصی وی می‌باشد. فیلم در مادرید فیلمبرداری شده است.

## خلاصه داستان
در سال ۱۹۳۹ در روزهای پایانی سه سال جنگ خونین در اسپانیا کودک ده ساله‌ای به نام کارلوس (فرناندو تیلوه) که فرزند یک قهرمان کشته شده جنگ است به یک مدرسه شبانه‌روزی دور افتاده سپرده می‌شود. این مدرسه توسط مدیری به نام کارمن (ماریسیا پاردس) به همراه پروفسور کازار اداره می‌شود اما کارلوس با هم مدرسه‌هایش و به خصوص با پسری بنام خایمه مشکل دارد.
در این میان کارلوس متوجه حضور یک روح در آب انبار مدرسه می‌شود که سعی دارد چیزی را به او بفهماند. این روح، روح دانش آموزی به نام سانتی است که توسط جاسنتی کشته و در آب انبار مدرسه غرق شده بود.